# Waka/Jawaka
Waka/Jawaka es un álbum del músico y compositor Frank Zappa, lanzado al mercado en 1972. El álbum es el precursor de influencia jazzística de The Grand Wazoo.
Fue remasterizado en CD por Rykodisc en 1989 y en 1995.

## Lista de canciones
Todas las canciones compuestas por Frank Zappa.

### Cara A
1. "Big Swifty" – 17:22

### Cara B
1. "Your Mouth" – 3:12
2. "It Just Might Be a One-Shot Deal" – 4:16
3. "Waka/Jawaka" – 11:18

## Personal
- Frank Zappa – guitarra, percusión, muelles de la cama eléctricos
- Tony Duran – guitarra slide, voz
- George Duke – piano
- Sal Marquez – trompeta, voz, fliscorno,
- Erroneous (Alex Dmochowski) – bajo, voz,
- Aynsley Dunbar – batería, pandereta
- Chris Peterson – voz
- Joel Peskin – saxofón tenor
- Mike Atschul – saxofón barítono, flauta, clarinete, saxofón tenor
- Jeff Simmons – guitarra hawaiana, voz
- Sneaky Pete Kleinow – guitarra
- Janet Ferguson – voz
- Don Preston – guitarra, Minimoog
- Bill Byers – trombón, cuerno
- Ken Shroyer – trombón, cuerno

## Producción
- Productor: Frank Zappa
- Ingenieros: Marshall Brevitz, Kerry McNabb
- Masterización: Frank Zappa
- Supervisor: Marshall Brevitz
- Concepto: Sal Marquez
- Consultor creativo: Sal Marquez
- Diseño: Cal Schenkel
- Diseño portada: Cal Schenkel
- Ilustración portada: Marvin Mattelson
- Ilustraciones: Marvin Mattelson
- Fotografía: Philip Schartz
- Contraportada: Philip Schwartz

## Listas
Album - Billboard (Estados Unidos)
| Año  | Lista          | Posición |
| ---- | -------------- | -------- |
| 1972 | Álbumes de pop | 152      |